# بدبیاری‌های یک جهانگرد
بدبیاری‌های یک جهانگرد (فرانسوی: Les Infortunes d'un explorateur ou les momies récalcitrantes‎) عنوان فیلم کوتاه و صامت فرانسوی است که در سال ۱۹۰۰ ساخته شد. کارگردان این فیلم کمدی ژرژ ملی‌یس است. شرکت سازنده این فیلم سیاه و سفید، «استار فیلم کمپانی» می‌باشد.